# 53. Infanterie-Brigade (3. Königlich Württembergische)
Die 53. Infanterie-Brigade (3. Königlich Württembergische) war ein Großverband der Württembergischen Armee.

## Geschichte
Die 53. Infanterie-Brigade wurde Ende März 1817 als 2. Infanterie-Brigade in Heilbronn aufgestellt, 1839 nach Stuttgart und 1849 nach Ulm verlegt und am 22. November 1871 in 3. Infanterie-Brigade umbenannt. Am 18. Dezember 1871 erhielt sie die endgültige Bezeichnung 53. Infanterie-Brigade (3. Königlich Württembergische). Von ihrer Aufstellung an bis zu ihrer Auflösung nach Kriegsende war sie Teil der 27. Division.

### Gliederung
- ab 1817

3. Infanterie-Regiment (Infanterie-Regiment „Alt-Württemberg“ (3. Württembergisches) Nr. 121), 4. Infanterie-Regiment (Füsilier-Regiment „Kaiser Franz Josef von Österreich, König von Ungarn“ (4. Württembergisches) Nr. 122)
- ab 1835

1. Infanterie-Regiment (Grenadier-Regiment „Königin Olga“ (1. Württembergisches) Nr. 119), 4. Infanterie-Regiment (Füsilier-Regiment Kaiser Franz Joseph von Österreich, König von Ungarn (4. Württembergisches) Nr. 122)
- ab 1845

4. Infanterie-Regiment (Füsilier-Regiment Kaiser Franz Joseph von Österreich, König von Ungarn (4. Württembergisches) Nr. 122), 8. Infanterie-Regiment (Infanterie-Regiment Großherzog Friedrich von Baden (8. Württembergisches) Nr. 126)
- ab 1849

3. Infanterie-Regiment (Infanterie-Regiment Alt-Württemberg (3. Württembergisches) Nr. 121), 7. Infanterie-Regiment (Infanterie-Regiment „Kaiser Friedrich, König von Preußen“ (7. Württembergisches) Nr. 125), 8. Infanterie-Regiment (Infanterie-Regiment Großherzog Friedrich von Baden (8. Württembergisches) Nr. 126)
- ab 1858

1. Infanterie-Regiment (Grenadier-Regiment Königin Olga (1. Württembergisches) Nr. 119), 5. Infanterie-Regiment (Grenadier-Regiment König Karl (5. Württembergisches) Nr. 123), 7. Infanterie-Regiment (Infanterie-Regiment Kaiser Friedrich, König von Preußen (7. Württembergisches) Nr. 125)
- ab 1860

4. Infanterie-Regiment (Füsilier-Regiment Kaiser Franz Joseph von Österreich, König von Ungarn (4. Württembergisches) Nr. 122), 5. Infanterie-Regiment (Grenadier-Regiment König Karl (5. Württembergisches) Nr. 123), 6. Infanterie-Regiment (Infanterie-Regiment König Wilhelm I (6. Württembergisches) Nr. 124)
- ab 1867

4. Infanterie-Regiment (Füsilier-Regiment Kaiser Franz Joseph von Österreich, König von Ungarn (4. Württembergisches) Nr. 122), 5. Infanterie-Regiment (Grenadier-Regiment König Karl (5. Württembergisches) Nr. 123), 6. Infanterie-Regiment (Infanterie-Regiment König Wilhelm I (6. Württembergisches) Nr. 124)
- ab 1868

Wie vor, zusätzlich 3. Jäger-Bataillon (Grenadier-Regiment König Karl (5. Württembergisches) Nr. 123)
- ab 1869

2. Infanterie-Regiment ( Infanterie-Regiment Kaiser Wilhelm, König von Preußen (2. Württembergisches) Nr. 120), 4. Infanterie-Regiment (Füsilier-Regiment Kaiser Franz Joseph von Österreich, König von Ungarn (4. Württembergisches) Nr. 122), 5. Infanterie-Regiment (Grenadier-Regiment König Karl (5. Württembergisches) Nr. 123), 6. Infanterie-Regiment (Infanterie-Regiment König Wilhelm I (6. Württembergisches) Nr. 124), 3. Jäger-Bataillon (Grenadier-Regiment König Karl (5. Württembergisches) Nr. 123).
- ab 1871

Grenadier-Regiment „König Karl“ (5. Württembergisches) Nr. 123 in Ulm
Infanterie-Regiment „König Wilhelm I.“ (6. Württembergisches) Nr. 124
- Kriegsgliederung bei der Mobilmachung im August 1914

Wie vor. Für die Zeit vom 9. Juli bis 19. September 1915 war ihr das 4. Magdeburgisches Infanterie-Regiment Nr. 67 unterstellt
- Kriegsgliederung am 8. März 1918

Wie vor, zusätzlich Infanterie-Regiment Nr. 124, MG-Scharfschützen-Abteilung Nr. 53, 5. Eskadron Ulanen-Regiment Nr. 19

### Deutsch-Französischer Krieg 1870/1871
In den Deutsch-Französischen Krieg griffen die Truppen der Württembergischen Armee erst nach anfänglichem Zögern ein. Die württembergische Division, mit ihr die 53. Infanterie-Brigade, unter Führung des Generalleutnants Hugo von Obernitz war an den Kämpfen beteiligt und operierten im Verband der 3. Armee.

### Erster Weltkrieg
Mit der Mobilmachung im August 1914 musste die Brigade das Brigade Ersatz Bataillon 53 aufstellen und wurde im Verband der 27. Division ausschließlich an der Westfront eingesetzt.
Zu den Kampfhandlungen, Gefechten und Schlachten siehe Kampfgeschehen der 27. Division.

### Brigadekommandeure
| Name                                | Datum                                    |
| ----------------------------------- | ---------------------------------------- |
| Christian Friedrich von Hypeden     | 1817 bis 1819                            |
| Karl von Hohenlohe-Kirchberg        | 1819 bis 1828                            |
| Joseph Konrad Bangold               | 1828 bis 1830                            |
| Christian Friedrich Hypeden         | 1830 bis 1831                            |
| Karl Christoph von Seibold          | 1831 bis 1833                            |
| Karl von Seilbothen                 | 1833 bis 1837                            |
| Moriz von Miller                    | 1837 bis 1838                            |
| Ludwig von Valois                   | 1838 bis 1841                            |
| Wilhelm von Württemberg             | 1841 bis 1849                            |
| Ernst Alois von Meisrimmel          | 1849 bis 1850                            |
| August Christian Karl von Reinhardt | 1850 bis 1857                            |
| Oskar von Hardegg                   | 1857 bis 1865                            |
| Freiherr von Malchus                | 1866 bis 1869                            |
| Heinrich Adolf von Starkloff        | 1869 bi 3. Februar 1872                  |
| Friedrich von Flatow                | 4. Februar 1872 bis 8. Februar 1878      |
| Friedrich von Triebig               | 9. Februar 1878 bis 17. Juni 1879        |
| Friedrich Pergler von Perglas       | 18. Juni 1879 bis 20. Mai 1884           |
| Karl von Grävenitz                  | 21. Mai 1884 bis 31. Dezember 1886       |
| Generalmajor von Woelckern          | 1. Januar 1887 bis 2. November 1888      |
| Gerhard von der Osten               | 3. November 1888 bis 22. März 1891       |
| Paul von Collas                     | 23. März 1891 bis 21. März 1895          |
| Eugen von Greiff                    | 22. März 1895 bis 26. Januar 1897        |
| Albert von Schnürlen                | 27. Januar 1897 bis 23. Februar 1900     |
| Ernst von Hoiningen genannt Huen    | 24. Februar 1900 bis 17. April 1903      |
| Julius Rohde                        | 18. April 1903 bis 26. Januar 1905       |
| Oskar von Scharpff                  | 27. Januar 1905 bis 13. April 1907       |
| Franz Karl von Mittnacht            | 14. April 1907 bis 14. April 1910        |
| Hermann von Oßwald                  | 15. April 1910 bis 26. Januar 1913       |
| Otto von Moser                      | 27. Januar 1913 bis 6. September 1914    |
| Gotthold von Erpf                   | 7. September 1914 bis 23. September 1914 |
| Adolf von Wencher                   | 24. September 1914 bis 3. April 1915     |
| Georg von Körbling                  | 4. April 1915 bis 2. September 1916      |
| Rudolf von der Osten                | 3. September 1916 bis 20. Juni 1917      |
| Karl Ströhlin                       | 21. Juni 1917 bis 6. September 1918      |
| Ernst Reinhardt                     | 7. September 1918 bis Kriegsende         |